# Salomón Sack
Salomón Sack Mott (Vilna, Imperio ruso, 1892-Santiago, Chile, 25 de junio de 1961) fue un empresario chileno de origen judío.

## Primeros años y familia
Llegó a Chile en 1914, cuando tenía 22 años de edad, proveniente de las persecuciones antisemitas y pogromos de la Rusia Zarista. Se casó con Julia Ravinovitch y tuvo dos hijas, María Fanny y Olga.

## Actividad empresarial, comunitaria y filantropía
De orígenes modestos, se desempeñó en un comienzo como un empleado dependiente, para luego convertirse en empresario dedicado a la empresa industrial asociada al fierro y el cemento. Fundador de Barraca de Fierro "Salomón Sack", empresa que continúa en funcionamiento hasta el día de hoy y del ya extinto Banco Israelita de Chile. También destacó como presidente del Círculo Israelita, del cual también fue contribuyente, donando los terrenos donde anteriormente se encontraba la sinagoga ubicada en la calle Serrano con Tarapacá, en el centro de Santiago. Para la década de los 30, Salomón Sack era considerado uno de los hombres más ricos de Chile.
Además, fue un destacado benefactor en el ámbito de la educación, donó recursos para la creación de una escuela de capacitación de obreros para la industria en un contexto en el cual la educación para ese sector dentro del sistema educativo chileno era precario, y luego, fue el mayor benefactor para la construcción de la Facultad de Arquitectura, así como del Campus Andrés Bello de la Universidad de Chile, donando los terrenos donde dicho campus hoy se encuentra emplazado. A raíz de esto, dicha casa de estudios pretendió nombrarlo como miembro integrante del consejo universitario, sin embargo rehuyó de la distinción, aceptando como obsequio en su lugar una escuadra y una regla "T" por parte del Centro de Estudiantes de Arquitectura.
En 1959, se calcula que la suma de los aportes monetarios de Sack a la educación ascendían a 40 millones de pesos de aquella época.
Tras su fallecimiento, ocurrido en la Clínica Santa María de Santiago el 25 de junio de 1961, sus obras fueron reconocidas por la Cámara de Diputados de Chile, donde se lo homenajeó por parte de diversos parlamentarios de todos los sectores políticos de la época. A raíz de sus obras de beneficencia y filtantropía y debido a que usualmente rehusaba de homenajes en vida, es que el año 1962 se inaugura un memorial como reconocimiento a su labor, el cual se encuentra en la actual Escuela de Formación de Carabineros, en la comuna chilena de Cerrillos, en Santiago.
En las comunas de Cerrilos e Independencia hay una calle con su nombre.
A su vez, en la comuna de Lo Espejo, hay una escuela nombrada en su honor.